# 紀元前166年
紀元前166年（きげんぜん166ねん）は、ローマ暦の年である。

## 他の紀年法
- 干支 : 乙亥
- 日本
  - 孝元天皇49年
  - 皇紀495年
- 中国
  - 前漢 : 文帝14年
- 朝鮮
  - 檀紀2168年
- 仏滅紀元 : 379年
- ユダヤ暦 : 3595年 - 3596年

## できごと

### セレウコス朝
- セレウコス朝のアンティオコス4世は、東方の脅威となっていたパルティアを攻撃し、リュシアスをシリア南部の首相にした。
- ユダヤ人がシリアの支配に対して反乱を起こした。指導者のマタティアが死去し、三男のユダ・マカバイが後を受けて指導者となった。
- ユダ・マカバイの指揮するユダヤ人とセレウコス軍の間でベト・ホロン戦争が勃発した。マカバイは、セレウコス軍の大半を敗走させることに成功した。
- ユダ・マカバイの指揮するユダヤ人とリュシアス及びゴルギアスに率いられたセレウコス軍の間でエマウス戦争が勃発した。ユダ・マカバイらはゴルギアスをユダヤから撃退し、これはユダヤの独立にとって重要な意味を持つ勝利となった。

### ローマ
- ローマの劇作家プビリウス・テレンティウス・アフェルの『アンドロス島の女』がMegalesian gamesで初演された。

### 中国
- 匈奴の老上単于は、14万の騎馬隊を率いて安定区を侵略し、漢の文帝が避難した。

## 死去
- マタティア：ユダヤ人の指導者で、ユダ・マカバイの父
- ペルセウス：マケドニア王